# Терлівська сільська рада
Терлівська сільська рада — орган місцевого самоврядування у Старосамбірському районі Львівської області. Адміністративний центр — село Терло.

## Загальні відомості
Терлівська сільська рада утворена в 1991 році. Водоймища на території, підпорядкованій даній раді: річка Стривігор.

## Населені пункти
Сільській раді підпорядковані населені пункти:
- с. Терло
- с. Максимівка

## Склад ради
Рада складається з 16 депутатів та голови.

### Керівний склад попередніх скликань
| ПІБ                         | Основні відомості                                                         | Дата обрання | Дата звільнення |
| --------------------------- | ------------------------------------------------------------------------- | ------------ | --------------- |
| Рудавський Михайло Іванович | Сільський голова, 1953 року народження, освіта вища, безпартійний         | 26.03.2006   | 31.10.2010      |
| Рудавський Михайло Іванович | Сільський голова, 1953 року народження, освіта вища, член Народної партії | 31.10.2010   |                 |

Примітка: таблиця складена за даними джерела